# متیو بولتون
متیو بولتون (انگلیسی: Matthew Boulton; ۳ سپتامبر ۱۷۲۸ – ۱۷ اوت ۱۸۰۹) کارخانه‌دار اهل پادشاهی بریتانیای کبیر بود. او به جیمز وات برای تکمیل ماشین بخار، کمک مالی کرد.
وی همچنین برندهٔ جوایزی همچون همکار انجمن سلطنتی شده‌است.